# La núvia
La núvia (títol original: The Bride) és una pel·lícula estatunidenca dirigida per Franc Roddam, estrenada l'any 1985. Ha estat doblat al català

## Argument
El Doctor Frankestein, a partir de la seva experiència i dels seus coneixements científics, dona naixement a una criatura femenina, Eva, una dona perfecta, que ha de ser la seva fidel servidora. Quan la veu la primera de les seves criatures, en comprendre que no és per a ell, s'enfurisma i s'escapa. Alguns anys després, Eva s'ha convertit en una dama una mica peculiar. Mentrestant, el monstre es manté allunyat, però el destí podria propiciar el seu retrobament.

## Repartiment
- Sting: Baró Charles Frankenstein
- Jennifer Beals: Eva
- Anthony Higgins: Clerval
- Clancy Brown: Viktor
- David Rappaport: el nan Rinaldo
- Geraldine Page: la Sra. Baumann
- Alexei Sayle: Magar
- Phil Daniels: Bela
- Veruschka von Lehndorff: la comtessa
- Quentin Crisp: el metge Zalhus
- Cary Elwes: el capità Josef Schoden
- Timothy Spall: Paulus
- Ken Campbell: Pedlar
- Guy Rolfe: el comte
- Andy de la Tour: el sacerdot

## Al voltant de la pel·lícula
- Encara que l'acció de la pel·lícula és situada a Hongria, els exteriors van ser rodats a França, i exactament a Carcassona (el camp del circ), Clarmont d'Alvèrnia, Orcivau (Castell de Cordès, pel castell de Frankenstein), Pérouges (la vella ciutat), Sarlat e la Canedat (la plaça principal de Budapest), Sant Cirq Lapopie (sota el cingle). La part de l'estudi es va rodar als Productora s de Shepperton, a Anglaterra.
- La núvia és un remake de La promesa de Frankenstein, pel·lícula estatunidenca dirigida per James Whale el 1935.
- La serenata Eine Kleine Nachtmusik (« Una petita música de nit ») va ser composta per Wolfgang Amadeus Mozart.
- En la pel·lícula, el nom complet del baró Frankenstein és Charles Frankenstein, mentre que en la novel·la de Mary Shelley, es tractava de Victor Frankenstein. En la pel·lícula, la criatura es diu Viktor, mentre que en la novel·la, no n'hi havia de nom.
- Abans de confiar-li el paper del Baró, li havien proposat a Sting el del jove soldat que sedueix Eva.[4]

## Premis i nominacions
- Nominació al preu a la millor música i al millor vestuari, per l'Acadèmia de Cinema de ciència-ficció, fantàstica i terror l'any 1986.
- Nominació al premi a la pitjor actriu per Jennifer Beals, en els Razzie Awards l'any 1986.